# Puerto de San Juan (Puerto Rico)
El Puerto de San Juan es una instalación portuaria situada en el área metropolitana de San Juan, Puerto Rico. 
El «Puerto de San Juan» es el nombre general que se utiliza para llamar a varias instalaciones de pasajeros y de carga situadas en las tierras alrededor de la Bahía de San Juan. El puerto se compone de un total de dieciséis partes, de las cuales ocho se utilizan para los buques de cruceros y ocho para los buques de carga. Las instalaciones del puerto, además, del Aeropuerto Internacional Luis Muñoz Marín, los servicios de Ferry «Lancha de Cataño» fueron propiedad de la Autoridad de Puertos de Puerto Rico, las instalaciones fueron transferidas a la Autoridad de Transporte Marítimo (ATM) y son responsables por su mantenimiento.
La bahía y sus muelles se encuentran a lo largo del canal de San Antonio, una sección navegable estrecha de la bahía de San Juan que se extiende al sur del Viejo San Juan y la isla de San Juan, y al norte y al oeste del Distrito del Centro de Convenciones y el Aeropuerto de Isla Grande.
Los municipios de Cataño, Guaynabo y San Juan componen el lado sur de la bahía y el puerto.

## Muelles de carga
Las instalaciones de carga del Puerto de San Juan se encuentran en la parte sur de Bahía de San Juan. De los aproximadamente 18 terminales de carga, ocho se encuentran en el área de Puerto Nuevo, cuatro en el área de Isla Grande y otros seis se encuentran en el área de Puerta de Tierra. Las instalaciones de carga permiten más de 500.000 pies cuadrados (46.000 m²) de espacio para carga y descarga de carga.
La ubicación de instalaciones de carga del puerto, le dan acceso inmediato al amplio sistema de autopistas de Puerto Rico y varias rutas locales principales, esto permite el transporte rápido y eficiente de bienes en toda el área metropolitana y el resto de la isla.

## Muelles de turismo (Cruceros)

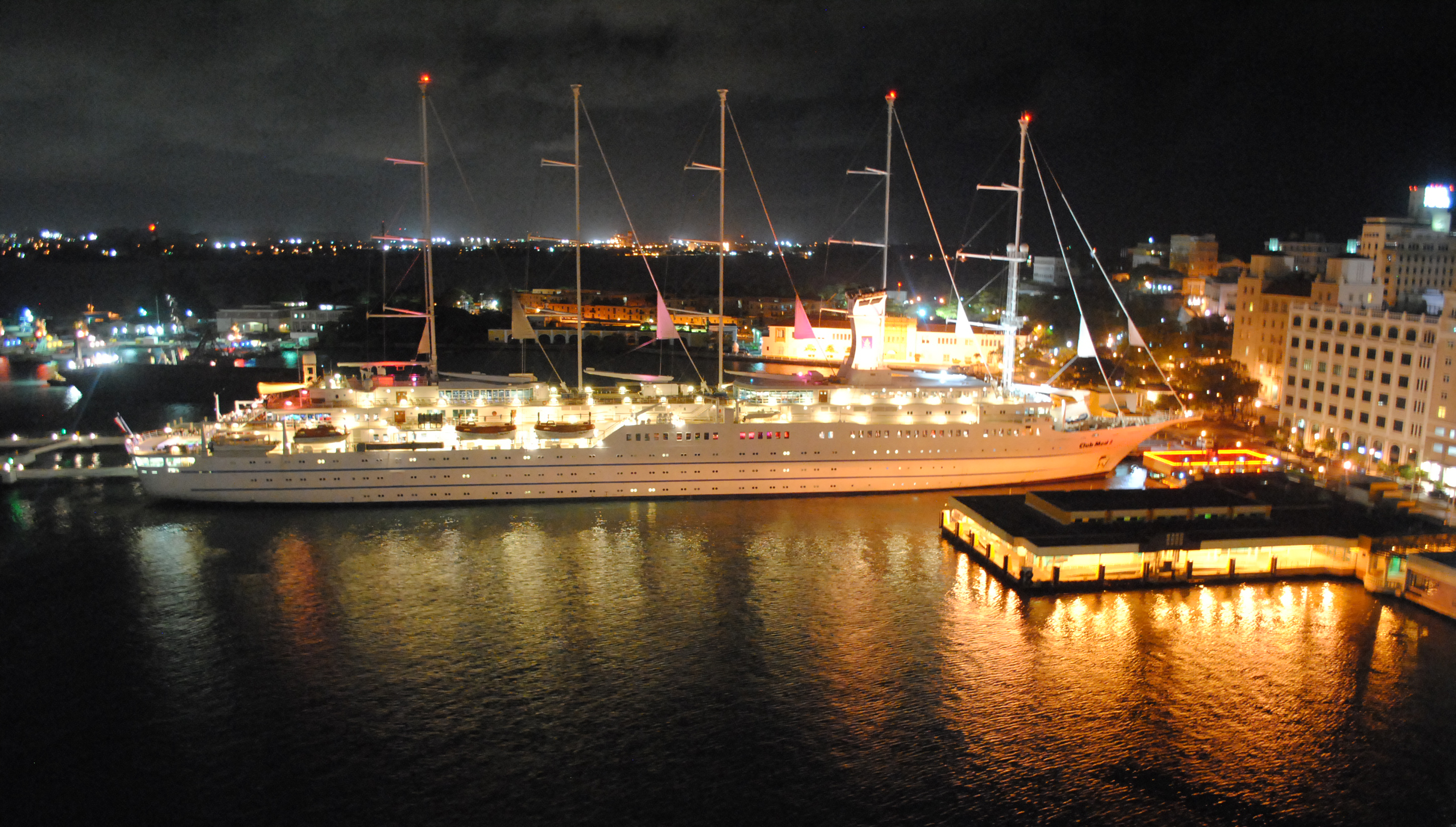
Club Med 2 en el Puerto de San Juan

Las instalaciones de pasajeros del Puerto de San Juan se encuentran a lo largo del Canal de San Antonio adyacente al Viejo San Juan. Cuatro de doble cabida  son para uso de barcos cruceros en tránsito y uno para la Terminal de Lanchas – (Ferry de Cataño).

### Servicio de cruceros
Mientras que la mayoría de los buques de carga atracan hacia el sur de la bahía, los buques de pasajeros llegan a uno de los cuatro muelles de cruceros de doble cabida ubicados al frente al histórico Viejo San Juan en la calle Marina a lo largo del Canal de San Antonio. Esta disposición permite a los turistas caminar a pie a las principales atracciones como el Viejo San Juan . Además, a tan solo 1 milla al sudeste, cruzando el canal de San Antonio, hay 2 terminales de cruceros modernos más grandes en el Pan American Pier adyacente al Distrito del Centro de Convenciones de Puerto Rico, que pueden albergar otros 2 cruceros.
El puerto de cruceros de San Juan, descrito como «el puerto más caliente del Caribe», abastece a alrededor de 500 escalas de buques de crucero cada año y casi 2 millones de pasajeros que pasan por las instalaciones, que sirve a aproximadamente 18 líneas de cruceros diferentes y tiene ocho terminales de pasajeros con una capacidad total para dar cabida a 10 cruceros a la vez.
La corta distancia entre el Aeropuerto Internacional Luis Muñoz Marín y el muelle de cruceros es de 7 kilómetros y hace de la zona una ubicación privilegiada para las compañías de cruceros tales como Carnival Cruises y Royal Caribbean cuales prefieren esta opción, y han hecho de San Juan uno de sus puertos de escala. Algunos de los barcos más reconocidas por haber atracado en el Puerto de San Juan durante la década de 1970 y principios de 1980, fueron el Carla C, y los buques Countess y Princess de Cunard.

### Operadores que visitan San Juan
Lista de operadores en el muelle de San Juan temporada  2017–2018:
- AIDA Cruises (estacional)
- Azamara Club Cruises
- Carnival Cruise Line
- Celebrity Cruises
- Club Med 2 (estacional)
- Costa Cruceros
- Crystal Cruises (estacional)
- Cunard Line
- Disney Cruise Line
- Holland America Line
- Majesty Cruise Line
- MSC Cruceros (estacional)
- Norwegian Cruise Line
- Oceania Cruises (estacional)
- Princess Cruises
- Regent Seven Seas Cruises
- Royal Caribbean International
- Seabourn Cruise Line
- SeaDream Yacht Club
- Silversea Cruises
- Viking Cruises
- Windstar Cruises

### Destinos
Lista de la mayoría de los lugares atendidos por los cruceros y las rutas de ferry.
- Aruba
- Antigua
- Bahamas
- Barbados
- Bermudas
- Bonaire
- Curaçao
- Dominica
- Florida
- Granada
- Jamaica
- México
- República Dominicana
- San Cristóbal y Nieves
- St. Lucía
- Sint Maarten
- Trinidad y Tobago
- Islas Turcas y Caicos
- Islas Vírgenes Británicas
- Islas Vírgenes de EE. UU.
- Venezuela

### Servicio de ferry
El ferry de Cataño ofrece múltiples viajes diarios de ida y vuelta desde San Juan a Cataño. Durante la década de 1980, el servicio de ferry cubría el área de San Juan y el viaje duraba aproximadamente una hora. El servicio se eliminó y volvió a los antiguos muelles de San Juan, pero su popularidad fue de corta duración y por lo tanto este servicio se detuvo durante la década de 1990.